# حباك ذهبي الظهر
حباك ذهبي الظهر او نساج ذهبي الظهر (الاسم العلمي: Ploceus jacksoni) نوع من الطيور الصغيرة من فصيلة الحباك، متوطن في بوروندي، كينيا، جنوب السودان، السودان، تنزانيا وأوغندا.

## وصلات خارجية
- Golden-backed Weaver Ploceus jacksoni
- http://ibc.lynxeds.com/species/golden-backed-weaver-ploceus-jacksoni